# Gombak United FC
O Gombak United FC é um clube de futebol de Singapura, com sede em Jurong West. foi fundado em 1960. Seu estádio chama-se Jurong West Stadium..
O clube foi fundado como Redhill Rangers FC, até ingressar na S-League. Clube disputou a liga até 2013, e está em litigio atualmente.

## Títulos
- Copa da Liga de Singapura : 1 (2008)

## Treinadores
- Austrália - Darren Stewart (Jan 2009–Dez 11)
- Singapura - K Balagumaran (Jan 2012– ????)

## Patrocinadores
- Patrocinador Master: Nenhum
- Material Esportivo: Erke